# DSB Schaatsploeg
DSB is een voormalige schaatsploeg die actief was tussen 2000 en 2004 en gesponsord werd door de DSB Groep.

## Ontstaan
De ploeg werd opgericht in het jaar 2000 en bestond uit Jan Bos, Ids Postma, Erik Bouwman en Marianne Timmer. Leen Pfrommer werd aangesteld als coach. Toon Gerbrands was de manager van de ploeg.
Timmer verliet de ploeg al na een seizoen omdat ze ontevreden was over haar resultaten. In oktober 2001 werd Pfrommer ontslagen na aanhoudende conflicten met Jan Bos. Hij werd vervangen door Kosta Poltavets. 
Voor het seizoen 2002-2003 werd de ploeg flink uitgebreid, ook met buitenlandse schaats(st)ers zoals Miroslav Vtípil, en verjongd. Ids Postma stapte over naar Team DPA. De resultaten van de verjongde DSB-ploeg bleven echter uit en na het seizoen 2003-2004 werd de ploeg opgeheven.

## Andere ploegen met deze naam
In 2006 keerde DSB terug in het schaatsen als nieuwe hoofdsponsor van de toenmalige SpaarSelect-ploeg. Deze nieuwe DSB-ploeg stond los van de oude ploeg, al was Gerbrands betrokken bij beide ploegen en ging Marianne Timmer, die sinds 2001 bij Spaar Select reed, hierdoor opnieuw onder DSB-vlag schaatsen. Na het faillissement van de DSB Bank werd deze ploeg in november 2009 de Control-ploeg, die later nog enkele malen van sponsor en naam veranderde.
Naast een langebaanploeg sponsorde DSB ook marathonschaatsers. Deze werden na het faillissement van de bank verdeeld over een mannenploeg (AMI Kappers Schaatsteam) en het vrouwenteam Cowhouse.

## Schaatsers
| - Jan Bos - Ids Postma - Erik Bouwman - Marianne Timmer - Miroslav Vtípil - Tom Prinsen - Jacques de Koning | - Remco Olde Heuvel - Rutger Elsinga - Stefan Groothuis - Remmelt Eldering - Bas Brusche - Helen van Goozen - Mariska Huisman |